# Cryptoperla fraterna
Cryptoperla fraterna is een steenvlieg uit de familie Peltoperlidae. De wetenschappelijke naam van de soort is voor het eerst geldig gepubliceerd in 1938 door Banks.